# Saint-Marcouf (Calvados)
Saint-Marcouf (auch: Saint-Marcouf-du-Rochy) ist eine französische Gemeinde im Département Calvados in der Region Normandie mit 86 Einwohnern (Stand: 1. Januar 2022). Saint-Marcouf gehört zum Arrondissement Bayeux und zum Kanton Trévières. 

## Geografie
Saint-Marcouf liegt etwa 31 Kilometer westsüdwestlich von Bayeux. Umgeben wird Saint-Marcouf von den Nachbargemeinden Isigny-sur-Mer im Norden und Nordwesten, La Folie im Osten und Nordosten sowie Cartigny-l’Épinay im Westen und Südwesten.

## Bevölkerungsentwicklung
| 1962                      | 1968 | 1975 | 1982 | 1990 | 1999 | 2006 | 2013 |
| ------------------------- | ---- | ---- | ---- | ---- | ---- | ---- | ---- |
| 147                       | 128  | 112  | 99   | 94   | 102  | 93   | 97   |
| Quelle: Cassini und INSEE |      |      |      |      |      |      |      |

## Sehenswürdigkeiten

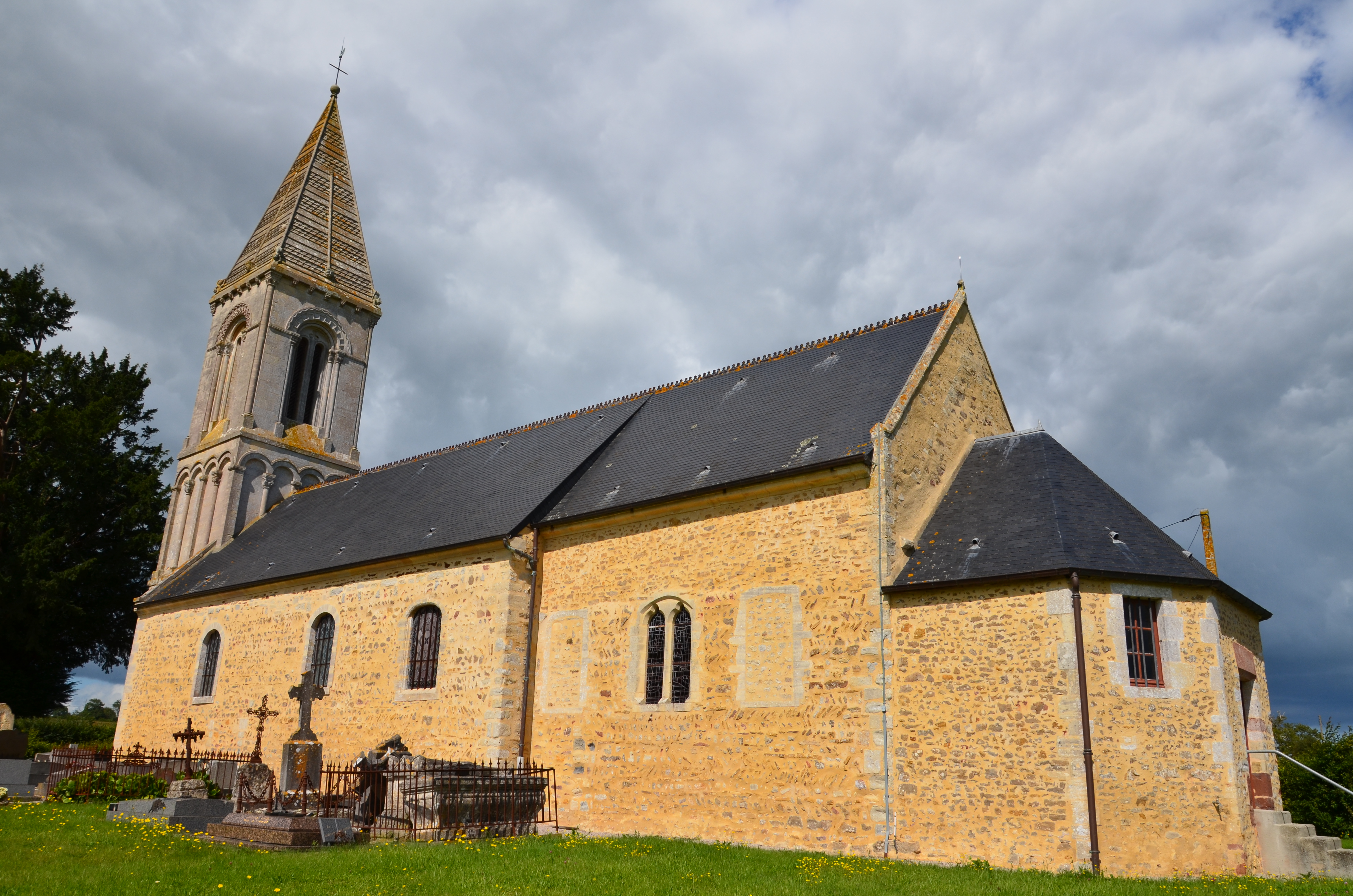
Kirche Saint-Marcouf

- Kirche Saint-Marcouf aus dem 11. Jahrhundert, Monument historique
- Schloss Neufbourg aus dem Jahre 1760